# 品田義国
品田 義国（しなだ よしくに、1946年11月2日 - 2011年4月2日）は、日本の教育評論家。埼玉県北本市のフリースクールおてんき勉強会の主宰者。

## 経歴・人物
民間の統計調査機関を退職し、中学校進学塾の講師として働く。
1976年おてんき勉強会を開設。
学校の授業で落ちこぼされた子ども、教師に暴力をふるったりしたツッパリの中学生、学校へ行けない子どもたちを受け入れ、彼らの自立に役立つとともに、保護者や教師の相談にも対応していた。
2011年4月2日 肝臓癌で死去。享年65歳。
日本児童文芸家協会会員。
数学教育協議会会員。
教育科学研究会会員。

## 著書
- 『子どもを変えるのは誰か―おてんき勉強会での16年から』 白石書店

- 『子どもが変わるのは何故か』 白石書店、1998年、ISBN 9784786602887

- 『先生、もっと話そうよ』 いしずえ、2002年、ISBN 9784900747463